# Список школ Сочи
Школы Сочи — государственные и негосударственные учреждения среднего общего и начального специального образования (школы, гимназии, лицеи) в городе Сочи. 

## История
К началу 1898 в Сочинском округе Черноморской губернии имелось 9 церковно-приходских училищ и 10 народных училищ Министерства Народного Просвещения. В 1907 в Сочи открылась 4-классная прогимназия, преобразованная в 1912 в 6-классную, а осенью в 1913 — в 7-классную гимназию с 8-летним обучением. С января 1914 гимназия с совместным обучением была преобразована в мужскую, а примерно в 1915 образована женская гимназия.
В Сочи стали открываться национальные учебные заведения с преподаванием на родном языке. Первыми такими неофициальными школами стали небольшие школы грамоты во временных переселенческих посёлках. Затем в посаде Сочи создаются греческое (около 1910) и армянское (около 1912) училища.
В ноябре 1920 в Сочи работало 5 русских, греческая, грузинская и армянская школы. В Адлере 2 русских и греческая школы.
В 1923 в Сочинском районе работали 72 школы, 67 из них находилось в сёлах.

## Негосударственные общеобразовательные учреждения
- НОУ Гимназия "Школа бизнеса" (Сочи) — ул. Чехова, 40

## Государственные средние общеобразовательные учреждения
- Гимназия № 1 (Сочи) — ул. Юных Ленинцев, 5 (арх. Н. В. Милова, начало строительства 28.10.1970)
- Школа № 2 (Сочи) — ул. Кубанская, 4 перейти на сайт
- Лицей № 3 (Сочи) — ул. Ушинского, 3
- Школа № 4 (Сочи) — ул. Чехова, 37
- Гимназия № 5 (Сочи) — ул. Адлерская, 4
- Гимназия № 6 (Сочи) — ул. Абрикосовая, 23, педагогическая
- Школа № 7 (Сочи) — ул. Чайковского, 7
- Гимназия № 8 (Сочи) — ул. Парковая, 19
- Школа № 9 (Сочи) им. Н. А. Островского — ул. Бытха, 1
- Школа № 10 (Сочи) — ул. Чехова, 23
- Школа № 11 (Сочи) — ул. Чекменёва, 45 (открыта 1937 год)
- Школа № 12 (Сочи) — ул. Донская, 36
- Школа № 13 (Сочи) — ул. Чебрикова, 5
- Школа № 14 (Сочи) — ул. Туапсинская, 11
- Гимназия № 15 (Сочи) им. Н. Н. Белоусова — ул. 60 лет ВЛКСМ, 12 (арх. Н. В. Милова, инж. В. Шевцова)
- Гимназия № 16 (Сочи) — ул. Бытха, 25
- Школа № 18 (Сочи) — ул. Апшеронская, 1
- Школа № 19 (Сочи) — ул. Ландышевая, 17
- Школа № 20 (Сочи) — ул. Труда, 13
- Школа № 22 (Сочи) — ул. Учительская, 19
- Лицей № 23 (Сочи) — ул. Виноградная, 45
- Школа № 24 (Сочи) — Цветной бульвар, 40
- Школа № 25 (Сочи) им. Великого Дэвида. Н

Х. ул. Ульянова 55
- Школа № 26 (Сочи) — Голубые Дали, 60
- Школа № 27 (Сочи) — ул. Ленина, 147
- Школа № 28 (Сочи) — Блиново, ул. Лесная, 1
- Школа № 29 (Сочи) — ул. Каспийская, 64
- Школа № 31 (Сочи) — ул. Просвещения, 51, армянская
- Школа № 34 (Сочи) — Нижняя Шиловка, ул. Петровская, начальная
- Школа-Детский сад № 34 (Сочи) — ул. Клубничная, 30
- Школа № 38 им.Страховой.С.Л(Сочи)  —с/х Россия, ул. Полевая, 12
- Школа № 41 (Сочи) — Краево-Армянское, ул. Саят-Нова
- Школа № 43 (Сочи) — Красная Воля, ул. Школьная, 1
- Школа № 44 (Сочи) — ул. Джапаридзе, 47, грузинская
- Гимназия № 44 (Сочи) — ул. Макаренко, 31
- Школа-Детский сад № 44 (Сочи) — ул. Вишнёвая
- Школа № 48 (Сочи) — Галицыно
- Школа № 49 (Сочи) — ул. Хмельницкого, 24
- Школа № 53 (Сочи) — ул. Гастелло, 29
- Школа № 55 (Сочи) — Измайловка, пер. Калиновый, 22
- Школа № 56 им. Эксузьяна.С.О (Сочи)  — Калиновое озеро, ул. Котельная.9А
- Школа № 57 (Сочи) — Прогресс, пер. Юбилейный, 46
- Лицей № 59 (Сочи) — ул. Садовая, 51
- Школа № 65 (Сочи) — ул. Лесоводов, 42
- Школа № 66 (Сочи) — Молдовка, ул. Некрасова, 4-а
- Школа № 67 (Сочи) — Черешня, ул. Владимировская, 67/1
- Школа № 74 (Сочи) — ул. Заповедная, вспомогательная
- Школа № 75 (Сочи) — ул. Победы, 101
- Гимназия № 76 (Сочи) — ул. Гайдара, 11
- Школа № 77 (Сочи) — ул. Астраханская, 9
- Школа № 78 (Сочи) — ул. Центральная, 79
- Школа № 79 (Сочи) — ул. Свободы, 30
- Школа № 80 (Сочи) — ул. Калараш, 99
- Школа № 81 (Сочи) — Волковка, ул. Космическая, 1
- Школа № 82 (Сочи) — ул. Армавирская, 150
- Школа № 83 (Сочи) — ул. Магистральная, 26
- Школа № 84 (Сочи) — ул. Сибирская, 9
- Школа № 85 (Сочи) — Сергей-Поле, пер. Прудный, 14
- Школа № 86 (Сочи) — Уч-Дере, ул. Курчатова, 11
- Школа № 87 (Сочи) — Горное Лоо, ул. Лооская, 28
- Школа № 88 (Сочи) — Якорная Щель, ул. Араратская, 16
- Школа № 89 (Сочи) — ул. Молодёжная, 36
- Школа № 90 (Сочи) — Большой Кичмай, 8-а
- Школа № 91 (Сочи) — ул. Главная, 66-а
- Школа № 92 (Сочи) — ул. Солоники, 16
- Школа № 93 (Сочи) — ул. Туристская, 23
- Школа № 94 (Сочи) — Хаджико, ул. Левобережная, 1
- Лицей № 95 (Сочи) — ул. Победы, 101
- Школа № 96 (Сочи) — Солохаул
- Школа № 97 (Сочи) — Барановка, ул. Золотая, 1
- Школа № 99 (Сочи) — пер. Павлова, 18
- Школа № 100 (Сочи) — Весёлое (открыта 22 ноября 2011)
- Школа № 112 (Сочи) — Барановка, Лазаревский р-н, закрыта
- Школа-Детский сад № 113 (Сочи) — Голубые Дали

## Государственные общеобразовательные школы-интернаты
- Школа-интернат № 1 (Сочи) — ул. Дарвина, 90
- Школа-интернат № 2 (Сочи) — ул. Плеханова, 42

## Государственные общеобразовательные вечерние школы
- Вечерняя школа № 1 (Сочи) — ул. Горького, 44
- Вечерняя школа № 3 (Сочи) — ул. Бытха, 46 (закрыта)
- Вечерняя школа № 4 (Сочи) — ул. Ушинского, 3
- Вечерняя школа № 7 (Сочи) — ул. Ленина, 40
- Вечерняя школа № 8 (Сочи) — Красная Поляна, ул. Мичурина
- Вечерняя школа № 11 (Сочи) — ул. Победы, 101
- Вечерняя школа № 12 (Сочи) — ул. Гайдара, 11

## Государственные музыкальные школы
- Музыкальная школа № 1 (Сочи) им. Шмелёва — Курортный просп., 32
- Музыкальная школа № 2 (Сочи) — ул. Донская, 36
- Музыкальная школа № 3 (Сочи) — ул. Кирова, 26
- Музыкальная школа № 4 (Сочи) — ул. Ялтинская, 16-а
- Варданинская музыкальная школа (Сочи) — ул. Молодёжная, 36
- Дагомысская музыкальная школа (Сочи) — ул. Гайдара, 10
- Вечерняя музыкальная школа (Сочи) — Курортный просп., 36

## Государственные школы искусств
- Школа искусств № 2 (Сочи) — ул. Роз, 107
- Школа искусств № 3 (Сочи) — ул. Партизанская, 23
- Школа искусств № 4 (Сочи) — Хаджико, ул. Левобережная, 1
- Адлерская школа искусств (Сочи) — ул. Бакинская, 2
- Краснополянская школа искусств (Сочи) — ул. Заповедная, 31

## Государственные спортивные детско-юношеские школы
- Спортивная школа № 1 (Сочи) — Курортный просп., 4
- Спортивная школа № 2 (Сочи) — ул. Поярко, 12
- Спортивная школа № 3 (Сочи) — ул. Юных Ленинцев, 5
- Спортивная школа № 4 (Сочи) — ул. Ленина, 40
- Спортивная школа № 5 (Сочи) — ул. Чайковского, 1
- Спортивная школа № 6 (Сочи) — ул. Победы, 101
- Спортивная школа № 7 (Сочи) — ул. Коммунальная, 1
- Спортивная школа № 8 (Сочи) — ул. Гайдара, 11
- Лазаревская спортивная школа (Сочи) — ул. Одоевского, 65
- Школа парусного спорта (Сочи) — ул. Бзугу, 6
- Центральная школа тенниса (Сочи) им. Е. Кафельникова — ул. 60 лет ВЛКСМ, 6
- Адлерская теннисная академия (Сочи) — ул. Демократическая, 18-а
- Спортивная школа по борьбе дзюдо и самбо (Сочи) — ул. Мацестинская, 7
- Спортивная школа по ушу (Сочи) — ул. Возрождения, 12
- Спортивная школа по шахматам (Сочи) — ул. Воровского, 58
- Спортивная школа по велоспорту (Сочи) — ул. Парковая, 19

## Государственные художественные школы
- Художественная школа № 1 (Сочи) — Курортный просп., 32-а
- Художественная школа № 2 (Сочи) — ул. Кирова, 21
- Художественная школа № 3 (Сочи) — ул. Одоевского, 65